# سیارک ۴۲۴۵
سیارک ۴۲۴۵ (به انگلیسی: 4245 Nairc، نامگذاری:1981UC10) چهار هزار و دویست و چهل و پنجمین سیارک کشف شده‌است که در ۲۹ اکتبر ۱۹۸۱ کشف شد.
قدر مطلق سیارک برابر ۱۸.۶ است.